# Sălnița, Maramureș
Sălnița este un sat în comuna Vima Mică din județul Maramureș, Transilvania, România.

## Istoric
Prima atestare documentară: 1566 (poss. Szalnapataka, poss. nova Szalna, Szelnapathak). 

## Etimologie
Etimologia numelui localității: din n. top. Salna (< sl. solǐna „sărată”) + suf. dim. -iță. 

## Demografie
La recensământul din 2011, populația era de 259 locuitori. 